# Aphrosylus schumanni
Aphrosylus schumanni är en tvåvingeart som beskrevs av Negrobov 1979. Aphrosylus schumanni ingår i släktet Aphrosylus och familjen styltflugor.
Artens utbredningsområde är Marocko. Inga underarter finns listade i Catalogue of Life.